# Hottah Lake
Hottah Lake är en sjö i territoriet Northwest Territories i Kanada. Hottah Lake ligger 180 meter över havet. Arean är 918 kvadratkilometer.
I sjön finns Bell Island och Kechinta Island, samt flera mindre öar.
Trakten runt Hottah Lake är nära nog obefolkad, med mindre än två invånare per kvadratkilometer.  Trakten ingår i den boreala klimatzonen.